# Вихри враждебные (фильм)
«Вихри враждебные» (другое название — «Феликс Дзержинский») — советский художественный фильм 1953 года. Фильм назван по первым словам русской революционной песни «Варшавянка» («Вихри враждебные веют над нами…», перевод Кржижановского). В 1956 году фильм вышел на экраны с изъятыми сценами со Сталиным.

## Сюжет
Фильм рассказывает о первых годах становления советской власти, о жизни и деятельности Феликса Дзержинского в 1918—1926 годах. Активное участие в подавлении левоэсеровского восстания в 1918 году, борьба с беспризорностью в 1921 году, деятельность по восстановлению железнодорожного сообщения на посту наркома путей сообщения, борьба за индустриализацию и против вредителей-оппозиционеров.

## В ролях
- Владимир Емельянов — Дзержинский
- Михаил Кондратьев — Ленин
- Михаил Геловани — Сталин (сцены были удалены)
- Леонид Любашевский — Свердлов
- Владимир Соловьев — Калинин
- Иван Любезнов — Лемех
- Алла Ларионова — Вера Иволгина
- Виктор Авдюшко — Ковалёв
- Георгий Юматов — беспризорник Баландин
- Владимир Борискин — беспризорник «Лунатик»
- Игорь Безяев — Виноградов
- Сергей Лукьянов — Никанор
- Сергей Ромоданов — Григорий Медведев
- Андрей Попов — Локкарт
- Николай Гриценко — Шредер
- Александр Хохлов — Френсис
- Григорий Кириллов — Пашков
- Олег Жаков — Георгий Пятаков
- Григорий Мерлинский — Зиновьев
- Павел Тарасов — эсер Камков
- Антоний Ходурский — Коломатьяно
- Александр Дегтярь — Климов
- Владимир Маренков — помощник машиниста
- Клара Лучко — Дагмара, связная Шредера
- Леонид Пирогов — главарь-анархист
- Евгений Моргунов — анархист

## Съёмочная группа
- Режиссёры-постановщики: Михаил Калатозов
- Автор сценария: Николай Погодин
- Оператор-постановщик: Марк Магидсон
- Художники-постановщики: Михаил Богданов, Геннадий Мясников, Владимир Яковлев (грим)
- Композитор: Дмитрий Кабалевский
- Текст песни: Алексей Сурков
- Звукорежиссёр: Вячеслав Лещев